# Grupa Pięciu
Grupa Pięciu – ugrupowanie pięciu malarzy: Vlastimil Hofman, Witold Wojtkiewicz, Leopold Gottlieb, Mieczysław Jakimowicz i Jan Rembowski, zawiązane w 1905 roku. Artyści chcieli odrodzenia idei korespondencji sztuk, którą to głosił Charles Baudelaire. Byli przekonani o zasadniczej wspólnocie sztuk plastycznych, literatury i muzyki. Swoim patronem ogłosili Cypriana Kamila Norwida. Organizowali wspólne wystawy, m.in. w Krakowie (1905), Lwowie (1906), Warszawie (1907), Berlinie (1906) i Wiedniu (1906, 1908). 